# Brachinus janthinipennis
Brachinus janthinipennis är en skalbaggsart som beskrevs av Pierre François Marie Auguste Dejean. Brachinus janthinipennis ingår i släktet Brachinus och familjen jordlöpare. Inga underarter finns listade i Catalogue of Life.